# Museu de Arte Colonial de São Francisco

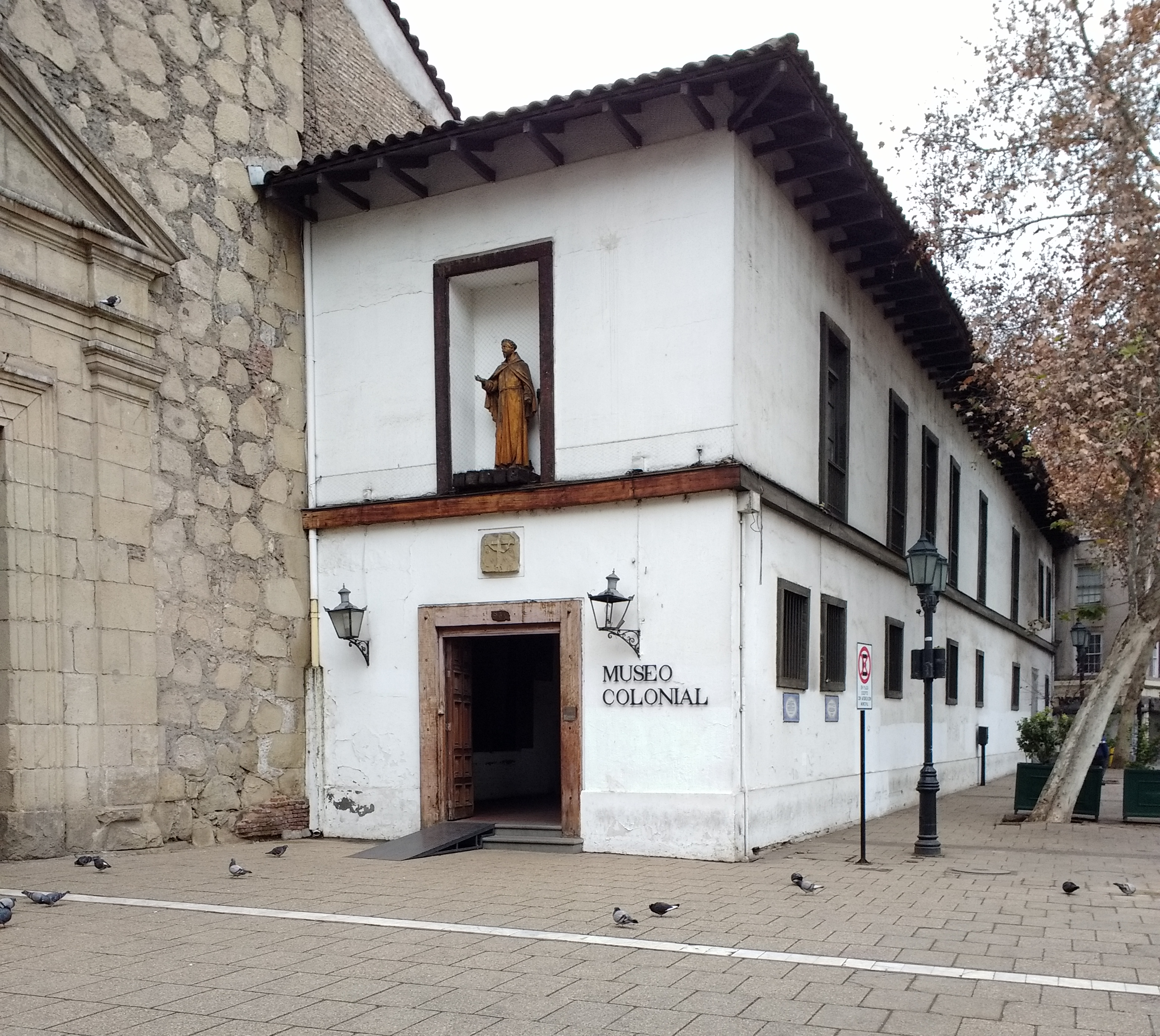
Museu Colonial

Museo Colonial é um museu histórico, cultural e religioso localizado em Santiago, Chile. O museu explora o período colonial do Chile e da América do Sul, com uma coleção de pinturas, esculturas, móveis e outros objetos. Muitas das peças são religiosas e foram criadas no Peru, a antiga capital colonial. O museu também apresenta uma árvore genealógica da Ordem Franciscana que é "gigante" em tamanho e inclui 644 retratos em miniatura. 
O museu está instalado no convento adjacente à Igreja de São Francisco.